# Морнарички истражитељи: Њу Орлеанс (7. сезона)
Седма и последња сезона сезона америчке полицијско-процедуралне драме МЗИС: Нови Орлеанс је емитована од 8. новембра 2020. до 23. маја 2021. године на каналу ЦБС. Сезону је продуцирао Студио "ЦБС", а Кристофер Силбер и Јан Неш били су директори серије и извршним продуценти.

## Опис
Најављено је да ће Челси Филд бити унапређена у главну поставу на почетку сезоне, међутим у главној постави била је само у последњој епизоди.

## Улоге

### Главне
- Скот Бакула као Двејн Касијус Прајд
- Ванеса Ферлито као Тами Грегорио
- Некар Задеган као Хана Кури
- Чарлс Мајкл Дејвис као Квентин Картер
- Роб Керкович као Себастијан Ланд
- Дерил „Чил” Мичел као Патон Плејм
- Челси Филд као Рита Деверо (епизода 16)
- ККХ Паундер као др. Лорета Вејд

### Епизодне
- Челси Филд као Рита Деверо (епизоде 2, 4−5, 7−8, 10, 12−15)

## Епизоде
| Бр. у серији | Бр. у сезони | Наслов                        | Редитељ           | Сценариста                                    | Пpемијерно емитовање | Бр. гледалаца (у милионима) |
| --- | ------------ | ----------------------------- | ----------------- | --------------------------------------------- | -------------------- | --------------------------- |
| 140 | 1            | "Нешто је у ваздуху (1. део)" | Џејмс Вајтмор мл. | Јан Неш и Кристофер Силбер                    | 8. новембар 2020.    | 4.65                        |
| Неколико недеља после Марди Граса, Нови Орлеанс се бори са утицајем вируса Корона јер је пандемија немилосрдно почела да се шири Сједињеинм Државама. Пошто се суочио са наредбом о затварању гостионица и кафана, Прајд је послао Тами и Картера да истраже сумњиву смрт на добротворном броду на мору, али су док су били на броду сазнали да су неки чланови посаде заражени смртоносном болешћу. У међувремену, Вејдова је пребукирана због огромног броја умрлих од Короне у мртвачници, а Куријева се бори да дође до ћерке која је са оцем у Европи и не може одатле због ширења вируса. |              |                               |                   |                                               |                      |                             |
| 141 | 2            | "Нешто је у ваздуху (2. део)" | Џејмс Вајтмор мл. | Јан Неш и Кристофер Силбер                    | 15. новембар 2020.   | 4.71                        |
| Картер и Тами су преживели прасак на броду на ком је зараза вируса Корона док су тражили доказе о сумњивој смрти. У међувремену, Прајд се састао са Ритом која му је пренела неке потресне вести. Вејдова је помогла једној жени да пронађе тело брата који је умро од Короне. Такође, Патон и његова кумица су се жестоко посвађали у вези њене будућности после средње школе. |              |                               |                   |                                               |                      |                             |
| 142 | 3            | "Наш (1. део)"                | Харт Бокнер       | Рон Макги                                     | 22. новембар 2020.   | 4.90                        |
| Прајд и његова екипа истражују убиство колеге полицајца из Новог Орлеанса. Прајд је убрзо открио да је жртва била под истрагом због прекорачења овлашћења на послу. У међувремену, Тами је почела да осећа утицај своје нове везе. |              |                               |                   |                                               |                      |                             |
| 143 | 4            | "Сви падамо (2. део)"         | Харт Бокнер       | Талише Регс                                   | 13. децембар 2020.   | 5.17                        |
| Екипа МЗИС-а је наставила истрагу убиства полицајца који је требало да открије злоупотребу овлашћења у СУП-у Новог Орлеанса. Кад су њега и Риту заскочила двојица субјекта из истраге, Прајд је био присиљен да се снађе како да се отараси лоших полицајаца док се у исто време присеао својих лоших поступака из прошлости. У међувремену, Корона наставља да пребукирава састав, а Вејдова је коначно открила да је имала губитак. |              |                               |                   |                                               |                      |                             |
| 144 | 5            | "Операција Чистач (1. део)"   | Левар Бартон      | Чед Гомез Криси                               | 3. јануар 2021.      | 4.54                        |
| Прајд и његова екипа истражују смрт особе која држи кључ податка о строго поверљивој високо-технолошкој батерији. У међувремену, Рита је добила случај грађанина ког су погрешно оптужили. |              |                               |                   |                                               |                      |                             |
| 145 | 6            | "Операција Чистач (2. део)"   | Левар Бартон      | Кетрин Бити                                   | 10. јануар 2021.     | 4.67                        |
| Прајд и његова екипа су наставили да истражују тајанствени торпедо који терорише народ са Заливне обале. У међувремену, како Грегориовој веза са девојком јача, Себастијан се плаши да ће се она одселити. |              |                               |                   |                                               |                      |                             |
| 146 | 7            | "Леда и лабуд (1. део)"       | Дајана Валентајн  | Стефани Сенгупта                              | 17. јануар 2021.     | 5.07                        |
| Када је војна псхологиња пронађена мртва у једној уличици, екипа је сазнала да је узрок нешто више од жртвиних терапеутских разговора. У међувремену, Себастијан помаже једној сведокињи да поново стане на ноге након што је сазнао да је она бескућница и да јој је дете одузела Служба за социјални рад. |              |                               |                   |                                               |                      |                             |
| 147 | 8            | "Леда и лабуд (2. део)"       | Тим Ендру         | Сидни Мичел                                   | 14. фебруар 2021.    | 5.00                        |
| Док Прајд и екипа настављају истрагу напада на војо лице и убиство њене психологиње, МЗИС се приближава главном осумњиченом који ради у саставу годинама. У међувремену, Картер и његова мајка разговарају о томе како ће даље с' обзиром на једну грешку из прошлости, а Себастијан је нашао нову пријатељицу после једног обећања. |              |                               |                   |                                               |                      |                             |
| 148 | 9            | "Ишчезла"                     | Тим Ендру         | Камерон Дапи                                  | 21. фебруар 2021.    | 4.93                        |
| Прајд и екипа кренули су у потрагу за 14-огодишњом девојчицом и открили су да је њен отац који ће ускоро добити старатељство над њом радикалан човек који преживљава и живи у шуми. |              |                               |                   |                                               |                      |                             |
| 149 | 10           | "Кућне везе"                  | Харт Бокнер       | Кетрин Бити и Џек Марон                       | 28. фебруар 2021.    | 5.03                        |
| Када је једног десетара убио снајпериста, Прајд и МЗИС су кренули у лов на убицу, али су сазнали да он можда не ради сам. Такође, Рита је рекла Прајду да јој је понуђен велики посао у Канзасграду. |              |                               |                   |                                               |                      |                             |
| 150 | 11           | "Штек"                        | Шерман Шелтон мл. | Талиша Ригс и Адам Лазарн-Вајт                | 28. март 2021.       | 4.86                        |
| Себастијанов живот је доведен у опасност када је злочинац кога је стрпао иза решетака побегао из затвора. Такође, Картер је добио задатак да чува Себастијана, а његово и Ханино мување је главна тема спрдања Тами и Себастијана. |              |                               |                   |                                               |                      |                             |
| 151 | 12           | "Једном давно (1. део)"       | Роб Гринли        | Јан Неш и Рон Макги                           | 4. април 2021.       | 4.63                        |
| Када је бачен Молотовљев коктел на Прајдову кафану, докази су упутили на његову стару непријатељицу Сaшу Брусар која крије од њега тајну која ће утицати на његов живот заувек. Такође, Тами је искористила своје профилистичке вештине на Хани и Картеру што је довело до фрапантних откриће. |              |                               |                   |                                               |                      |                             |
| 152 | 13           | "Избори (2. део)"             | Лајонел Колман    | Чед Гомез Криси и Кристофер Силбер            | 2. мај 2021.         | 4.79                        |
| Екипа истражује бомбардовање једне кафане са смртним исходом и независни рат кланова повезан са Сашом Брусар. Такође, док се Прајд суочава са чињеницом да има Конора у животу, Картер и Хана раде на дефинисању свог новог односа. |              |                               |                   |                                               |                      |                             |
| 153 | 14           | "Привиди"                     | Рон Гринли        | Стефани Сенгупта и Меган Бакарах              | 9. мај 2021.         | 4.96                        |
| Док Прајд упућује екипу да повежу Сашу са недавним нападима по Новом Орлеансу, он мора да помогне Конору да се суочи са чињеницом ко му је у ствари мајка. Такође, Картер и Тами траже врло добро обученог украденог војног пса, а Прајд и Рита су донели важну одлуку о својој свадби. |              |                               |                   |                                               |                      |                             |
| 154 | 15           | "То им је у генима"           | Мери Лу Бели      | Рон Макги и Стефани Сенгупта                  | 16. мај 2021.        | 4.98                        |
| Док Прајд и Рита спремају своју свадбу, ФБИ хапси Конора у вези са паљењем кафане како би дошли до његове мајке Саше Брусард, и Рита је можда једина особа која може да их спаси. Грегориова се иселила из Себастијановог стана. |              |                               |                   |                                               |                      |                             |
| 155 | 16           | "Нека крену добра времена"    | Тим Ендру         | Чед Гомез Криси, Рон Макги и Стефани Сенгупта | 23. мај 2021.        | 5.18                        |
| Уочи своје и Ритине свадбе и Коноровог уласка у програм заштите сведока, Прајд мора да открије ко је напао Џимија и Конора док открива Сашине скривене побуде у вези њиховог сина. |              |                               |                   |                                               |                      |                             |

## Производња

### Развој
Дана 6. маја 2020. серија је обновљена за седму сезону. Сезона се састојала од 16 епизода. Дана 17. фебруара 2021. објављено је да ће седма сезона бити последња сезона серије. Серија је завршена 23. маја 2021.

### Избор глумаца
Дана 29. септембра 2020. објављено је да ће Челси Филд која тумачи Риту Деверо бити унапређена у главну поставу на почетку сезоне, међутим у главној постави била је само у последњој епизоди.

### Снимање
Снимање седме сезоне почело је 21. септембра 2020. године уз пуне безбедносне прописе који су на снази усред пандемије вируса Корона. Снимање је завршено 13. марта 2021.